# 掘削船

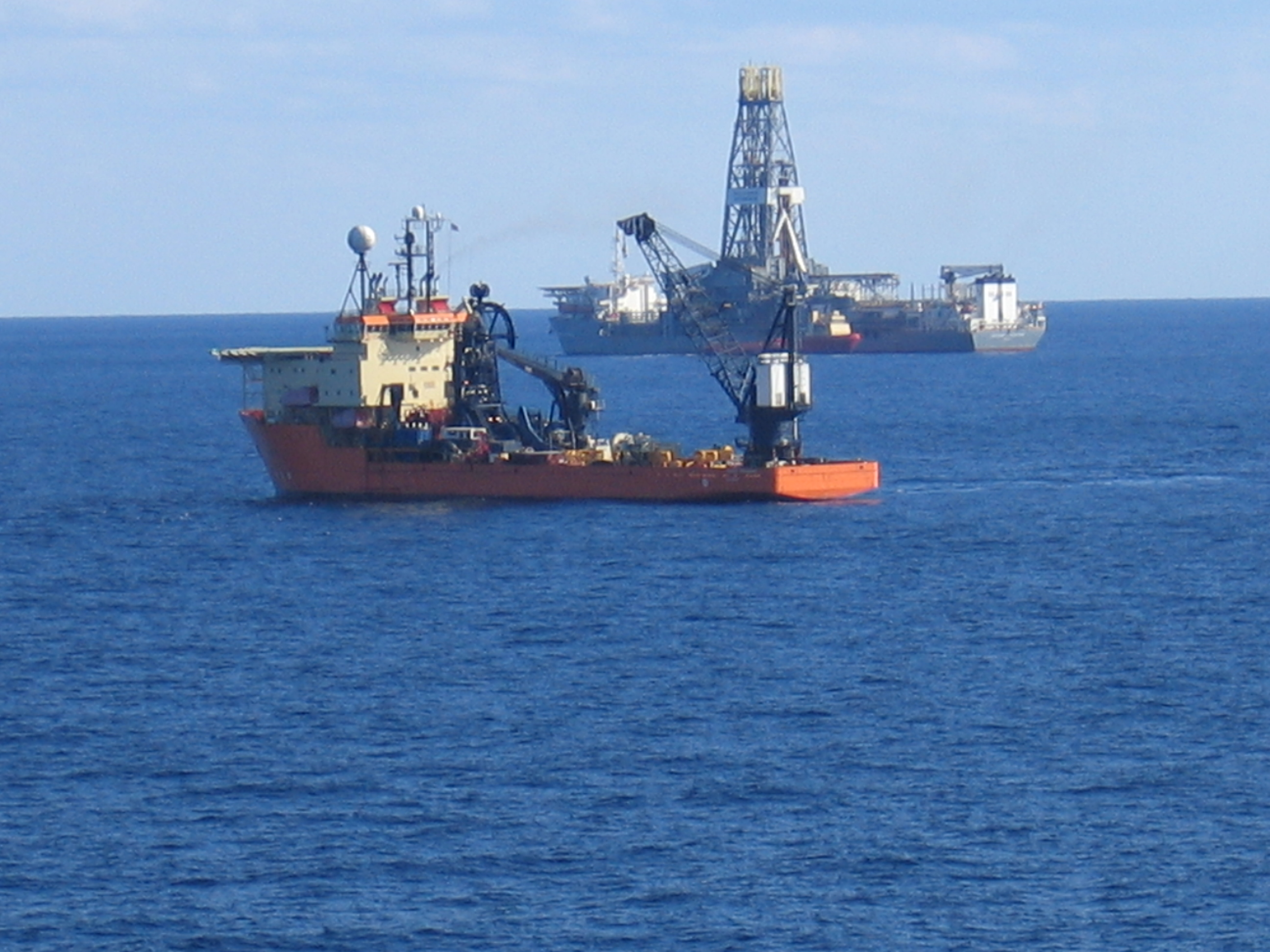
手前が洋上支援船「トイサ・パーセウス」(Toisa Perseus)、奥が第5世代深海掘削船「ディスカバラー・エンタープライズ」(Discoverer Enterprise)

掘削船（くっさくせん）は、掘削設備を備えた船である。主に深海において新しい油井の探査掘削を行ったり、科学探査を行ったりするために用いられる。また油井に管を通したりバルブを取り付けたりといった補修・仕上げ作業の石油プラットフォームとして用いられることもある。海上油田の業者や出資者の設計と仕様に基づいて建造されるが、タンカーの船体を改造して油井上に位置を保つための自動船位保持装置を搭載して造られることもある。
現代の掘削船が持つ最大の利点は、2,500 m以上の深海で掘削する能力があり、高速で移動できるので世界中の油田の間を移動するための時間を節約でき、半潜水式掘削装置やジャッキアップ・リグなどと比べて完全に自立していることである。
掘削するために、掘削船からライザー (Marine riser tensioner) と呼ばれるパイプが海底へ下ろされ、その最下部に油井と接続する防噴装置 (Blowout preventer) が取り付けられている。
掘削船は探査掘削を行う手段のうちの1つであり、他に半潜水式掘削装置（セミサブマーシブル）やジャッキアップリグなどで行うことができる。
世界最初の掘削船はモホール計画で使用されたカス1 (CUSS 1) である。米国の深海掘削計画に従事したグローマー・チャレンジャーとその後継プロジェクトである国際深海掘削計画に従事したJOIDES・リゾリューションに続き、日本が建造した独立行政法人海洋研究開発機構の「ちきゅう」は現在掘削船として世界最高性能を誇る。